# Надежда Брадић
Надежда Брадић (негде и као Нада Брадић; Лозница, 23. фебруар 1923 — Београд, 19. децембар 1991) била је југословенска и српска глумица.
Најпознатије улоге играла је у филмовима Луде године, Буђење пацова и филму Камионџије 2. Прву улогу остварила је у филму Народни посланик из 1964. године.

## Филмографија
| Год.   | Назив                   | Улога                       |
| ------ | ----------------------- | --------------------------- |
| 1960-е |                         |                             |
| 1964.  | Народни посланик        |                             |
| 1967.  | Буђење пацова           | госпођа Милоусић            |
| 1968.  | Код Лондона             |                             |
| 1968.  | Максим нашег доба       | жена на сахрани             |
| 1969.  | Рађање радног народа    | чистачица                   |
| 1970-е |                         |                             |
| 1971.  | Дипломци                | портирка у студентском дому |
| 1972.  | Камионџије              | Костадинка                  |
| 1973.  | Филип на коњу           |                             |
| 1977.  | Бабино унуче            | дебела удовица              |
| 1977.  | Луде године             | госпођа на балкону          |
| 1980-е |                         |                             |
| 1982.  | Приче преко пуне линије | кума Јагода                 |
| 1984.  | Камионџије 2            |                             |